# Sycamore, Illinois
Sycamore là một thành phố thuộc quận DeKalb, tiểu bang Illinois, Hoa Kỳ. Năm 2010, dân số của thành phố này là 17519 người.

## Dân số
Dân số qua các năm:
- Năm 2000: 12020 người.
- Năm 2010: 17519 người.